# إبراهيم بن محمد التازي
سيدي أبو سالم إبراهيم بن محمد بن علي التّازي (؟ - 9 شعبان 866/ 8 مايو 1462) متصوف وشاعر مغربي من أهل القرن الخامس عشر الميلادي/ التاسع الهجري. اشتهر بالتازي لولادته بتازة بالدولة المرينية وهو من بني لنت الأمازيغية. رحل إلى المشرق في حدود 1426، وحجّ وسمع من العلماء عصره في مصر والحجاز بالدولة المملوكية. ثم عاد إلى وطنه واستوطن في مملكة تلمسان وسكن وهران حيث استقر فيها سنة 1429. تتلمذ عند محمد بن عمر الهواري وخلّفه في الطريقة الصوفية وکان من أبرز تلاميذه وقام مقامه بعد وفاته فتصدر للتدريس في وهران. هو الذي أدخل الماء إليها. برز في الأدب الصوفي، وله قصائد في مدح النبي. وله عدة مؤلفات، مفقودة أو مخطوطة. توفي في وهران ودفن بها، غير أن جثمانه نقلت إلى قلعة بني رشاد بعد الغزو الإسباني لوهران (1509).

## سيرته

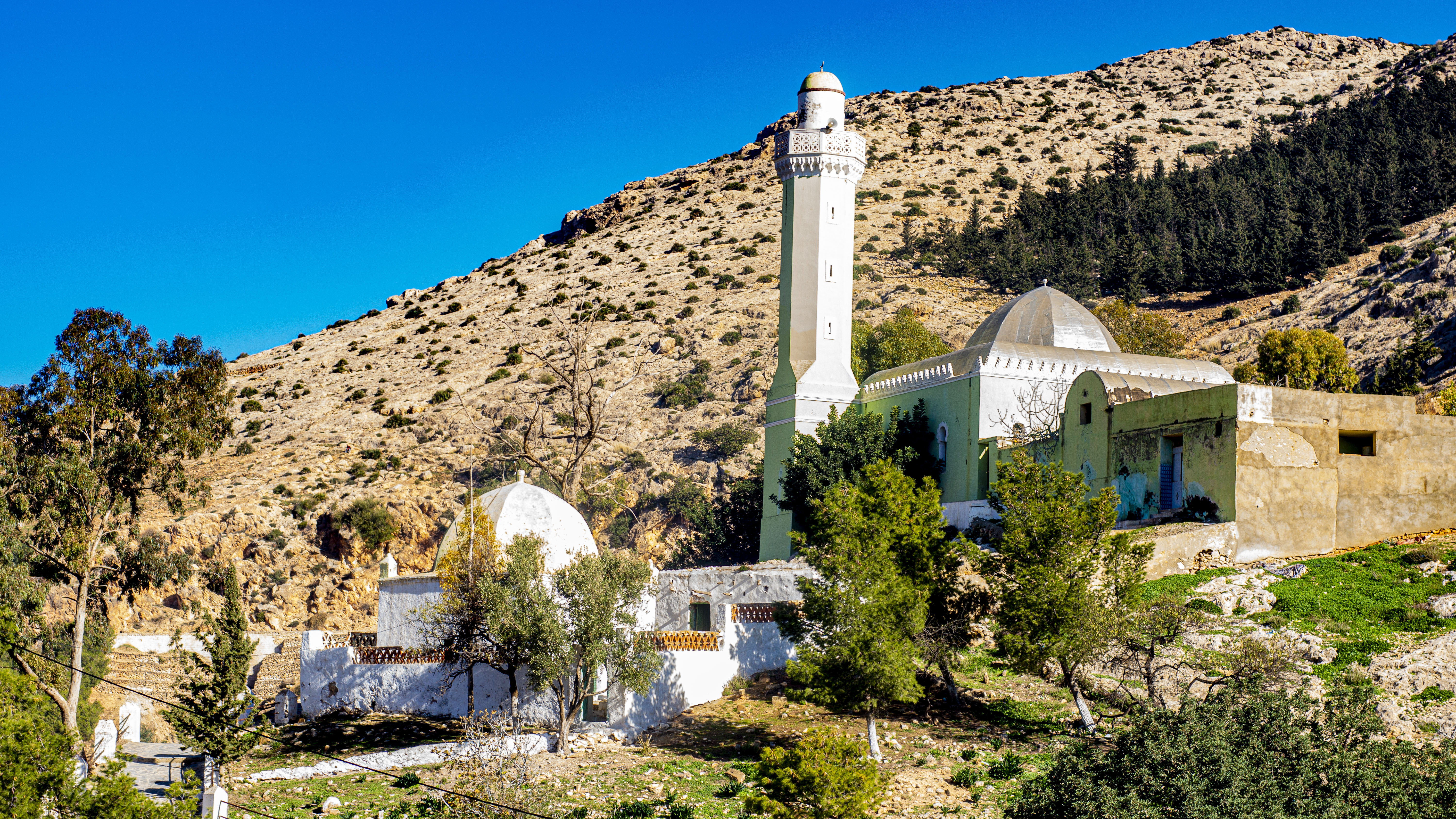
مسجد العتيق ومقام سيدي إبراهيم التازي في قلعة بني راشد، إحدى بلديات ولاية غليزان الجزائرية حيث نقلت إليه رفاته من وهران بعد الغزو الإسباني سنة 1509.

هو إبراهيم بن محمد بن علي التازي، وتازة قبيلة من الأمازيغ أما أصله من بني لنت قبيلة من بربر تازا، واشتهر بالتازي لولادته بها. قرأ القرآن على أبي زكريا يحيى الوازعي. ثم رحل إلى المشرق العربي في حدود سنة 832 هـ/ 1426 م ولمّا حجّ لبس الخرقة من شرف الدين المراغي وأخذ عنه حديث المشابكة، كما أخذ بمكة عن القاضي المالكي محمد بن أحمد الحسني الفاسي، وبالمدينة عن أبي الفتح بن أبي بكر القرشي، وفي تونس عن الحافظ العبدوسي، وفي تلمسان عن ابن مرزوق وأجازه.

وفي وهران زار محمد بن عمر الهواري، وتتلمذ له. واستقر فيها سنة 833 هـ/ 1429 م وبعد وفاته شيخه أسس زاوية خاصة وواصل نشاط شيخه. اهتم بتحديث شبكة توزيع المياه وهو الذي أدخل الماء إلى مدينة وهران بواسطة جمعه المال من أغنياء المدينة ودفعها إلى المختصين والبحث عن سبيل لإدخاله. وقال أبو الحسن علي القلصادي في رحلته عنه «أقمت بوهران مع الشيخ المبارك سيدي إبراهيم التازي خليفة الهواري في وقته، وكان له اعتناء بكلام شيخه، ومن حكمه العالم لا تعاديه والجاهل لا تصافيه والأحمق لا تؤاخيه.»

وكان يحب العلماء ويكرمهم، ويوسع لهم في مجلسه ويقدمهم. توفي إبراهيم التازي يوم 9 شعبان 866/ 8 مايو 1462 بوهران ودفن بها. غير أن تلاميذه نقلوا رفاته إلى قلعة بني رشاد - بين غليزان ومعسكر - بعد الغزو الإسباني لوهران (1509) وذلك بصورة سرية، وضريحه مشهور.

## مهنته
كان من الأولياء الصوفية في عصره، إمامًا في علوم القرآن واللغة، وحافظًا للحديث. ثم كان من أحسن الناس صوتًا في قراءة، وبرز في علم التجويد.

برز أيضًا في الأدب الصوفي العربي، وله قصائد في مدح النبي محمد. وقال ابن صعد في كتابه «النجم الثاقب» عن أدبه «لا يقوم بمعنى كلامه في التصوف ومعاني العرفان إلا ما تمكنت معرفته وذاق من طعم الحب ما توفرت به مادته.»
له تقاييد ومؤلفات منها فهرسته، وقد أحال عليها البلوي في ثبته.

حقق المهدي لعرج ديوانه ونشره سنة 2013.

### شعره

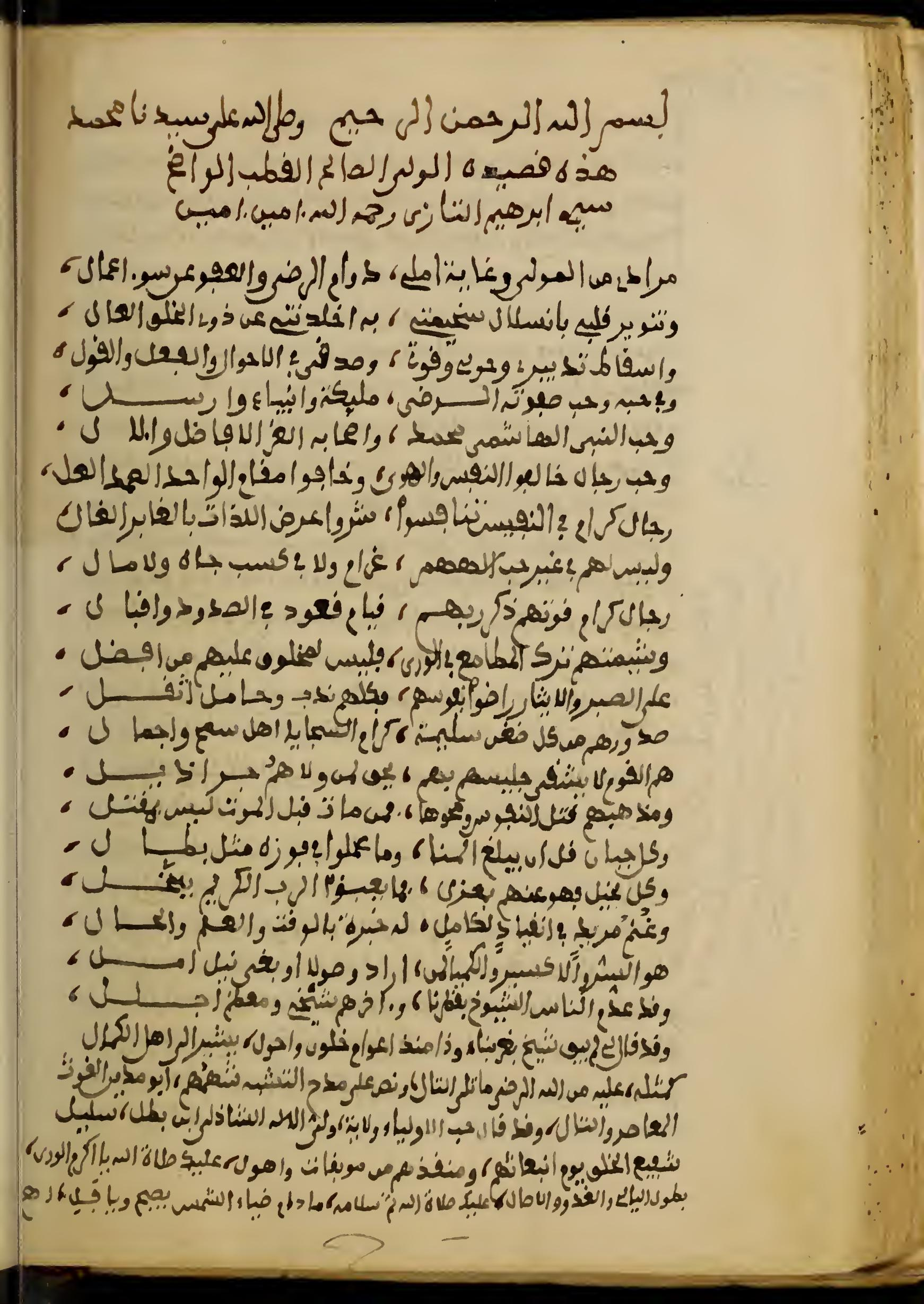
القصيدة المرادية بخط مغربي، مخطوطة غير مؤرخة - محتملا من القرن التاسع عشر - تحفظ في مكتبة توماس فيشر للكتب النادرة.

له أشعار، وقد اشتهر بقصيدته المرادية، وهي قصيدة في التصوف، وسميت بذلك لأنه افتتحها بقوله «المُرادي»، وهي في الأذكار تقرأ في كل وقت من ليل أو نهار. وللقصيدة المرادية تخميس من نظم ابن الحاج التلمساني. وشرحها ابن معزة الصباغ القلعي في «شفاء العليل والفؤاد في شرح النظم الشهير بالمراد». ونص القصيدة كاملة هي كالآتي:

## وصلات خارجية
- في بوابة الشعراء